# Victor Ambros

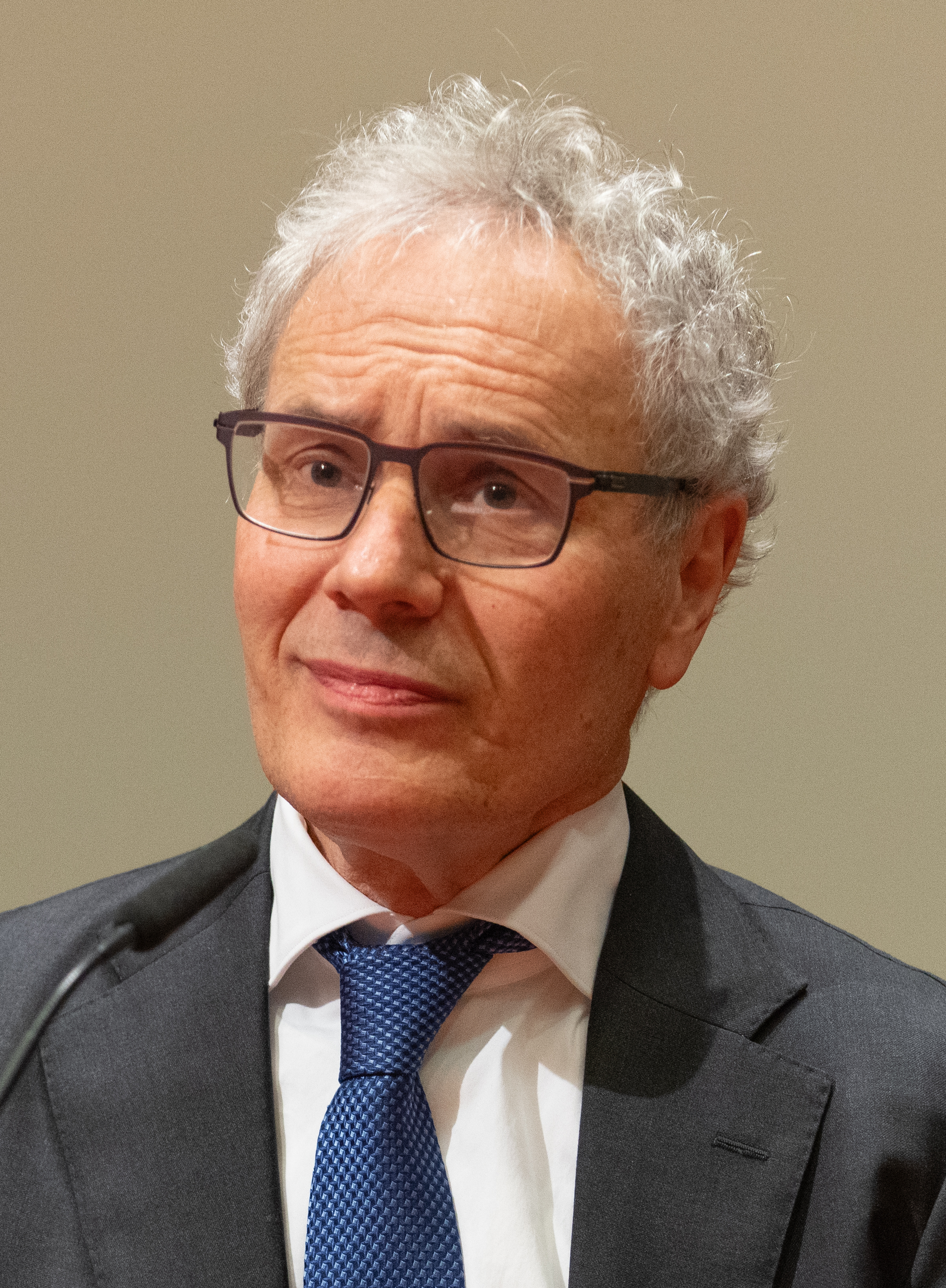
Victor Ambros (2014)

Victor Robert Ambros (* 1. Dezember 1953 in Hanover, New Hampshire) ist ein US-amerikanischer Biologe und Professor für Molekulare Medizin an der University of Massachusetts Medical School. Er ist einer der beiden Träger des Medizinnobelpreises 2024.

## Leben und Karriere
Ambros wuchs in Hartland, Vermont, auf. Er war eines von acht Kindern seiner Eltern, die einen kleinen Hof betrieben. 1975 erwarb er einen Bachelor in Biologie am Massachusetts Institute of Technology (MIT) in Cambridge, Massachusetts, und 1979 ebendort bei David Baltimore einen Ph.D. in Biologie mit einer Arbeit über die Genetik des Poliovirus. Als Postdoktorand blieb er am MIT und arbeitete mit Gary Ruvkun im Labor von H. Robert Horvitz. Eine erste Professur erhielt Ambros 1985 an der Harvard University in Cambridge, Massachusetts, bevor er 1992 einen Ruf an das Dartmouth College erhielt. 2008 wechselte er an die University of Massachusetts Medical School in Worcester, Massachusetts.

## Wirken
Ambros und seine Arbeitsgruppe berichteten 1993 über die erste microRNA (ein Genprodukt von lin-4), die eine wichtige Rolle in der Entwicklung des Fadenwurms Caenorhabditis elegans spielt. Später wurde klar, dass nichtcodierende Ribonukleinsäuren dieser Klasse auch bei höheren Organismen vorkommen und eine wichtige Rolle bei der Genregulation spielen. Aktuelle Arbeiten Ambros’ befassen sich mit den micro-RNA-vermittelten Regulationen in der Entwicklung von Tieren (darunter Fruchtfliegen) und bei verschiedenen menschlichen Krankheiten.

## Auszeichnungen (Auswahl)
- 2002: Newcomb Cleveland Prize
- 2004: Rosenstiel Award[8]
- 2006: Genetics Society of America Medal
- 2008: Gairdner Foundation International Award[9]
- 2008: Benjamin Franklin Medal[2]
- 2008: Albert Lasker Award for Basic Medical Research zusammen mit David Baulcombe und Gary Ruvkun
- 2009: Louisa-Gross-Horwitz-Preis[7]
- 2009: Dickson Prize in Medicine[10]
- 2009: Massry-Preis[11]
- 2012: Dr. Paul Janssen Award for Biomedical Research (gemeinsam mit Gary Ruvkun)[12]
- 2013: Keio Medical Science Prize[13]
- 2014: Wolf-Preis in Medizin
- 2014: Gruber-Preis für Genetik
- 2015: Breakthrough Prize in Life Sciences
- 2016: March of Dimes Prize in Developmental Biology
- 2024: Nobelpreis für Physiologie oder Medizin, zusammen mit Gary Ruvkun

## Mitgliedschaften
- 2007: National Academy of Sciences[1]
- 2011: American Academy of Arts and Sciences
- 2018: American Association for the Advancement of Science